# 浅野拓武
浅野 拓武（あさの たくむ、1995年6月20日 - ）は、日本の俳優。茨城県出身。
ヨコザワ・プロダクションならびに劇団四重奏所属。

## 出演

### テレビ
- NHK 連続テレビ小説「エール」慶應義塾大学応援団役
- フジテレビ「ナンバMG5」美術部員・工藤広重役（レギュラー）「ノンストップ!」
- 日本テレビ「幸せ!ボンビーガール」「踊る!さんま御殿!!」

### CM
- 「銀のさら【不良たち篇】」（メインキャスト）
- 「Fate/EXTELLA SWITCH版」

### 映画
- 「美唄物語7～我路 その愛～」横澤丈二監督
- 「美唄物語8～我路 その愛～」横澤丈二監督　滝沢勉役
- 「三茶のポルターガイスト」後藤剛監督　劇団員役

### 舞台
- 「お江戸葛飾城　かおる姫でござる！」亀有リリオホール

### ラジオドラマ
- レインボータウンエフエム放送「ラジオドラマ甲子園」
- 『眉山の風よ!阿波の踊りに吹け!』若者役（レギュラー）

### イベント
- 東京江東ロータリークラブ主催「第2回社会福祉フェスティバル」阿波踊りユニット『月夜連』連員

### YouTube
- OLD ROOTS 製作「【ゾッとする話】もし友達が泊まらなかったら」ベットの下の男役